# Getsuku
 (février 2017).
Si vous disposez d'ouvrages ou d'articles de référence ou si vous connaissez des sites web de qualité traitant du thème abordé ici, merci de compléter l'article en donnant les références utiles à sa vérifiabilité et en les liant à la section « Notes et références ».
Getsuku est un terme japonais désignant la tranche horaire 21 h - 21 h54 le lundi soir à la télévision japonaise. 
Il s'agit du créneau horaire où l'audience est généralement la plus élevée et qui permet à la chaîne de télévision Fuji TV de diffuser des dramas qui se veulent populaires.

## Liste des dramas diffusés enGetsuku
| Titre                                             | Diffusion      |
| Kazama Kimichika: kyozyo 0                        | Printemps 2023 |
| Thémis no syoshitsu: legal seisyun hakusyo        | Hiver 2023     |
| PICU Syoni syutyu chiryoshitsu                    | Automne 2022   |
| Kyoso no ban'nin                                  | Eté 2022       |
| Motokare no yuigonzyou                            | Printemps 2022 |
| Mystery to iunakare                               | Hiver 2022     |
| Radiation House: houshasenka no shindan Report 2  | Automne 2021   |
| Night doctor                                      | Eté 2021       |
| Ichikei no karasu                                 | Printemps 2021 |
| Kansatsui Asagao 2                                | Eté 2020       |
| Suits 2                                           | Printemps 2020 |
| Zettai Reido: Mizen Hanzai Sennyu Sosa 2          | Hiver 2020     |
| Sherlock                                          | Automne 2019   |
| Kansatsui Asagao                                  | Eté 2019       |
| Radiation House: houShasenka no shindan Report    | Printemps 2019 |
| Trace: Kasoken no Otoko                           | Hiver 2019     |
| Suits                                             | Automne 2018   |
| Zettai Reido: Mizen Hanzai Sennyu Sosa            | Eté 2018       |
| Confidence Man JP                                 | Printemps 2018 |
| Kuragehime                                        | Hiver 2018     |
| Minshu no Teki: Yononaka, Okashi kunai desu ka!?  | Automne 2017   |
| Code Blue 3                                       | Eté 2017       |
| Kizoku Tantei                                     | Printemps 2017 |
| Totsuzen desu ga, Ashita Kekkon Shimasu           | Hiver 2017     |
| Cain to Abel                                      | Automne 2016   |
| Suki na Hito ga Iru Koto                          | Eté 2016       |
| Love Song                                         | Printemps 2016 |
| Itsuka kono Koi wo Omoidashite Kitto Naite Shimau | Hiver 2016     |
| Goji kara Kuji made                               | Automne 2015   |
| Koinaka                                           | Eté 2015       |
| Youkoso, Wagaya e                                 | Printemps 2015 |
| Date                                              | Hiver 2015     |
| Nobunaga Concerto                                 | Automne 2014   |
| Hero (2014)                                       | Eté 2014       |
| Gokuaku Ganbo                                     | Printemps 2014 |
| Shitsuren Chocolatier                             | Hiver 2014     |
| Umi no Ue no Shinryojo                            | Automne 2013   |
| Summer Nude                                       | Eté 2013       |
| Galileo 2                                         | Printemps 2013 |
| Biblia koshodou no jiken techou                   | Hiver 2013     |
| Priceless                                         | Automne 2012   |
| Rich Man, Poor Woman                              | Eté 2012       |
| Kagi no Kakatta Heya                              | Printemps 2012 |
| Lucky Seven                                       | Hiver 2012     |
| Watashi ga Renai Dekinai Riyuu                    | Automne 2011   |
| Zenkai Girl                                       | Eté 2011       |
| Shiawase ni narou yo                              | Printemps 2011 |
| Taisetsu na koto wa subete kimi ga oshiete kureta | Hiver 2011     |
| Nagareboshi                                       | Automne 2010   |
| Natsu no Koi wa Nijiiro ni Kagayaku               | Eté 2010       |
| Tsuki no Koibito                                  | Printemps 2010 |
| Code Blue 2                                       | Hiver 2010     |
| Tokyo Dogs                                        | Automne 2009   |
| Buzzer Beat                                       | Eté 2009       |
| Konkatsu !                                        | Printemps 2009 |
| Voice (Fuji TV)                                   | Hiver 2009     |
| Innocent Love                                     | Automne 2008   |
| Taiyo to Umi no Kyoshitsu                         | Eté 2008       |
| Change                                            | Printemps 2008 |
| Bara no nai Hanaya                                | Hiver 2008     |
| Galileo                                           | Automne 2007   |
| First Kiss                                        | Eté 2007       |
| Proposal Daisakusen                               | Printemps 2007 |
| Tokyo Tower 2007                                  | Hiver 2007     |
| Nodame Cantabile                                  | Automne 2006   |
| Sapuri                                            | Eté 2006       |
| Top Caster                                        | Printemps 2006 |
| Saiyuuki                                          | Hiver 2006     |
| Kiken na Aneki                                    | Automne 2005   |
| Slow Dance                                        | Eté 2005       |
| Engine                                            | Printemps 2005 |
| Fukigen na Gene                                   | Hiver 2005     |
| Last Christmas                                    | Automne 2004   |
| Tokyo Wankei                                      | Eté 2004       |
| Itoshi Kimi e                                     | Printemps 2004 |
| Pride                                             | Hiver 2004     |
| Beginner                                          | Automne 2003   |
| Boku Dake no Madonna                              | Eté 2003       |
| Tokyo Love Cinema                                 | Printemps 2003 |
| Itsumo Futari De                                  | Hiver 2003     |
| Home & Away                                       | Automne 2002   |
| Lunch no Joou                                     | Eté 2002       |
| Sora Kara Furu Ichioku no Hoshi                   | Printemps 2002 |
| Hito ni Yasashiku                                 | Hiver 2002     |
| Antique                                           | Automne 2001   |
| Dekichatta Kekkon                                 | Eté 2001       |
| Love Revolution                                   | Printemps 2001 |
| Hero (2001)                                       | Hiver 2001     |
| Yamato Nadeshiko                                  | Automne 2000   |
| Bus Stop                                          | Eté 2000       |
| Tenki-yoho no Koibito                             | Printemps 2000 |
| Nisennen no Koi                                   | Hiver 2000     |
| Koori no Sekai                                    | Automne 1999   |
| Perfect Love                                      | Eté 1999       |
| Lipstick                                          | Printemps 1999 |
| Over Time                                         | Hiver 1999     |
| Jinbe                                             | Automne 1998   |
| Boy Hunt                                          | Eté 1999       |
| Brothers                                          | Printemps 1999 |
| Days                                              | Hiver 1999     |
| Love Generation                                   | Automne 1997   |
| Beach Boys                                        | Eté 1997       |
| Hitotsu Yaneno Shita 2                            | Printemps 1997 |
| Virgin Road                                       | Hiver 1997     |
| Oishii Kankei                                     | Automne 1996   |
| Tsubasa wo Kudasaiǃ                               | Eté 1996       |
| Long Vacation                                     | Printemps 1996 |
| Pure                                              | Hiver 1996     |
| Mada Koi wa Hajimaranai                           | Automne 1995   |
| Itsuka Mata Aeru                                  | Eté 1995       |
| Bokura ni Ai woǃ                                  | Printemps 1995 |
| For You                                           | Hiver 1995     |
| Imoto Yo                                          | Automne 1994   |
| Kimi to Ita Natsu                                 | Eté 1994       |
| Ue wo Muite Aruko                                 | Printemps 1994 |
| Kono Yo no Hate                                   | Hiver 1994     |
| Asunaro Hakusho                                   | Automne 1993   |
| Jajauma Narashi                                   | Eté 1993       |
| Hitotsu Yana no Shita                             | Printemps 1993 |
| Ano Hi ni Kaeritai                                | Hiver 1993     |
| Hatachi no Yakusoku                               | Automne 1992   |
| Kimi no Tame ni Dekiru Koto                       | Eté 1992       |
| Sugao no Mama de                                  | Printemps 1992 |
| Anata Dake Mienai                                 | Hiver 1992     |
| Aitai Toki ni Anata wa Inai                       | Automne 1991   |
| 101st Marriage Proposal                           | Eté 1991       |
| Gakkou e Ikouǃ                                    | Printemps 1991 |
| Tokyo Love Story                                  | Hiver 1991     |
| Suteki na Kataomoi                                | Automne 1990   |
| Kimochi ii Koi Shitai                             | Eté 1990       |
| Nippon-ichi no Kattobi Otoko                      | Printemps 1990 |
| Sekai de Ichiban Kimi ga Suki                     | Hiver 1990     |
| Aishiatteru Kai                                   | Automne 1989   |
| Dokyuusei                                         | Eté 1989       |
| Kyoshi Binbin Monogatari 2                        | Printemps 1989 |
| Kimi no Hitomi ni Koishiteru                      | Hiver 1989     |
| Kimi ga Uso wo Tsuita                             | Automne 1988   |
| Asobi ni Oide yo                                  | Eté 1988       |
| Kyoshi Binbin Monogatari                          | Printemps 1988 |
| Kimi no Hitomi wo Taihosuruǃ                      | Hiver 1988     |